# Ligidium nodulosum
Ligidium nodulosum är en kräftdjursart som beskrevs av Karl Wilhelm Verhoeff 1918. Ligidium nodulosum ingår i släktet Ligidium och familjen gisselgråsuggor. Inga underarter finns listade i Catalogue of Life.